# ルイス&クラークカレッジ
ルイス&クラークカレッジ（英: Lewis & Clark College）は、アメリカ合衆国オレゴン州ポートランドにある私立大学。1867年、オレゴン州オールバニにオールバニ・カレジエイト・インスティテュートとして創設されたが、1934年にオレゴン州最大の都市ポートランドに移転。その際に、ルイス・アンド・クラーク探検隊にちなんでルイス＆クラークカレッジと改称された。法学、心理学、教育学の大学院が併設されている。

## 出身者
- 黒田英邦 - コクヨ社長
- 宇佐美佑果 - 元テレビ朝日アナウンサー